# San Miguel Totolapan
San Miguel Totolapan es una población mexicana del estado de Guerrero, ubicada en la región de Tierra Caliente de dicha entidad federativa. Es cabecera del municipio homónimo.
El topónimo «Totolapan» es de origen náhuatl; formado con los términos «totol» / «totole», y «apan» (pavo o guajolote), significa agua o río donde se crían los guajolotes, u orilla del río donde abundan los mismos.

## Toponimia
La denominación de San Miguel fue agregada por los frailes agustinos que evangelizaron a los indígenas de aquella región. Sin embargo, hay distintas versiones sobre el correcto significado de la palabra Totolapan; una de ellas afirma que se deriva del vocablo náhuatl "totolin" que quiere decir gallina o guajolote; "an" que significa ave, y "pan" que es agua; que en conjunto se expresa: En el río de las aves o río o agua de aves.
Otra versión precisa que el significado etimológico correcto de Totolapan es guajolote sobre el agua, que se viene a comprobar con el glifo que el "Códice Mendocino" pone del conocido pueblo con el mismo nombre que los aztecas tenían en el hoy Estado de México. Totolapan se deriva del náhuatl: Totolli que es "guajolote" y "apan" que es "sobre agua". Al guajolote los españoles le llamaron Pavo.

## Historia
El libro "Crónicas de Tierra Caliente" del Ing. Alfredo Mundo Fernández dice que antiguamente, esta localidad llevó solamente el nombre de Totolapan, homónimo de otros pueblos tributarios del imperio azteca, como lo aclara el Códice Mendocino. La población fue fundada por los mezcala en otro lugar diferente del actual. Esto debido a la sangrienta guerra de cuarenta años que hubo entre los aztecas y los tarascos. El baluarte y fortaleza de los aztecas era Ostuma, y por parte de los tarascos era Apatzingani (hoy Cutzamala). De acuerdo con esto, el pueblo de Totolapan (San Miguel Totolapan) ya existía en tiempos de los tarascos, en particular en la citada guerra de culturas entre 1480 y 1519. Dice el Ing. Alfredo Mundo en su libro que de acuerdo a recientes investigaciones Totolapan estaba del otro lado del río Balsas, y debido a la citada guerra se cambió al lugar donde hoy está. La Relación de Ajuchitlán de 1579, escrita por el Corregidor Diego Garcés y el gran conocedor de la lengua Antón de Rodas, dice "Crónicas de Tierra Caliente", se declara como pueblo que le pertenece a San Miguel, que se cree es Totolapan. En el manuscrito de 1631 se dice que hay dos cabeceras en Ajuchitlán, una es la del mismo nombre y la otra es San Miguel que sin duda se trata de Totolapan. Cuando se dio la reorganización político-administrativa de la Nueva España en 1786, la población de San Miguel Totolapan se integró en el Partido de Pungarabato, el cual pertenecía a la intendencia de Valladolid.
Ya entrado el proceso de independencia de México, San Miguel Totolapan perteneció a la provincia de Técpan creada por el insurgente José María Morelos en 1811 y posteriormente, consumada la independencia, formó parte de la Capitanía General del Sur creada por Agustín de Iturbide durante el primer imperio. Una vez instaurada la república federal en 1824, San Miguel Totolapan todavía era denominada como Mineral de Tepantitlán de las Platas y pertenecía al distrito de Taxco, en el estado de México. Es hasta 1849, año en que se erige el estado de Guerrero, que se convierte en la cabecera del municipio de Mineral de Tepantitlán de las Platas, ahora perteneciendo al distrito de Mina, con cabecera en Coyuca de Catalán. Para el 29 de marzo de 1878, se le cambia de nombre al municipio y de Tepantitlán de las Platas pasó a llamarse a partir de entonces San Miguel Totolapan, nombre de la cabecera municipal.
Durante las batallas posteriores al inicio de la revolución mexicana, cayó muerto el 31 de octubre de 1917 el zapatista Damián Hernández quien gobernaba el municipio cuando sostuvo un enfrentamiento con gobernistas al mando del jefe Tomás García. También, el 12 de marzo de 1918, fue fusilado el jefe salgadista Nabor Mendoza "El Coyote", luego de haber sido capturado y entregado al gobernista general Cipriano Jaimes.
San Miguel Tololapan fue tradicionalmente un pueblo cuitlateco, de hecho hacia 1930 era el único pueblo donde sobrevivía el idioma cuitlateco, una lengua genuinamente aislada.

## Demografía

### Población
Conforme a los resultados del Censo de Población y Vivienda 2010, realizado por el Instituto Nacional de Estadística y Geografía (Inegi) con fecha censal del 12 de junio de 2010, la localidad de San Miguel Totolapan contaba hasta ese año con un total de 4319 habitantes, de dicha cifra, 2093 eran hombres y 2226 eran mujeres.